# Ophiocoma pusilla
Ophiocoma pusilla is een slangster uit de familie Ophiocomidae.
De wetenschappelijke naam van de soort werd in 1888 gepubliceerd door Johannes Georg Brock.